# غيلبرت ن. هاوغن
غيلبرت ن. هاوغن هو سياسي أمريكي، ولد في 21 أبريل 1859 في إورفوردفيل في الولايات المتحدة، وتوفي في 18 يوليو 1933 في نورثوود في الولايات المتحدة. نشط حزبياً في الحزب الجمهوري. وقد انتخب عضو مجلس نواب ولاية آيوا ‏ وانتخب عضو مجلس النواب الأمريكي ‏.